# Brasópolis
Brazópolis es un municipio brasilero del estado de Minas Gerais, en la microrregión de Itajubá. Su población estimada en 2004 era de 76 751 habitantes. El área es de 362,1 km² y la densidad demográfica, de 43,94 hab/km².
Brazópolis posee los distritos de [Luminosa] y [Estación Días].